# Saison 2014 de la Super League
La Saison 2014 de la Super League (connu pour des raisons de partenariats comme la First Utility Super League XIX) est la dix-neuvième saison de cette compétition depuis que celle-ci a été créée en 1996. Quatorze équipes joueront 27 journées de championnat (phase régulière), les huit meilleures d'entre elles seront qualifiées pour les phases finales, dans le but de se qualifier pour la grande finale et pouvoir gagner le trophée de la Super League. Le coup d'envoi officiel de la saison est le 7 février 2014.

## Équipes
La saison 2014 de la Super League boucle un cycle triennal avec le système des licences de Super League. Sous ce système, les promotions et les relégations entre Super League et la Championship (antichambre de la Super League) étaient abolies, et les quatorze franchises avaient une licence garantie à partir de critères prédéfinis. Par rapport à la saison 2013, toutes les franchises sont donc présentes, à l'exception du changement de nom de Salford qui passe de Salford City Reds à Salford Red Devils.
À la fin de la saison, la Super League est réduite à douze franchises dans le cadre d'une restructuration de la compétition.
Géographiquement, la majorité des franchises est située au Nord de l'Angleterre. Seuls les Dragons Catalans sont une franchise française et les London Broncos basés à Londres sont en dehors du Nord de l'Angleterre.
| Franchise                      | Stade                    | Capacité | Entraineur                       | Capitaine                    | Localisation                                       |
| ------------------------------ | ------------------------ | -------- | -------------------------------- | ---------------------------- | -------------------------------------------------- |
| Bradford Bulls                 | Grattan Stadium          | 27 491   | Francis Cummins puis James Lowes | Matt Diskin                  | Bradford, Yorkshire de l'Ouest, Angleterre         |
| Castleford Tigers              | The Jungle               | 11 750   | Daryl Powell                     | Michael Shenton              | Castleford, Yorkshire de l'Ouest, Angleterre       |
| Dragons Catalans (saison 2014) | Stade Gilbert-Brutus     | 10 460   | Laurent Frayssinous              | Grégory Mounis               | Perpignan, Pyrénées-Orientales, France             |
| London Broncos                 | The Hive Stadium         | 5 176    | Tony Rea puis Joe Grima          | Matt Cook                    | Edgware, Londres, Angleterre                       |
| Huddersfield Giants            | Galpharm Stadium         | 24 544   | Paul Anderson                    | Danny Brough                 | Huddersfield, Yorkshire de l'Ouest, Angleterre     |
| Hull FC                        | KC Stadium               | 25 404   | Lee Radford                      | Gareth Ellis                 | Kingston-upon-Hull, Yorkshire de l'Est, Angleterre |
| Hull KR                        | New Craven Park          | 9 024    | Craig Sandercock                 | Josh Hodgson et Travis Burns | Kingston-upon-Hull, Yorkshire de l'Est, Angleterre |
| Leeds Rhinos                   | Headingley Rugby Stadium | 22 250   | Brian McDermott                  | Kevin Sinfield               | Leeds, Yorkshire de l'Ouest, Angleterre            |
| Salford Red Devils             | The Willows              | 11 363   | Brian Noble puis Iestyn Harris   | Adrian Morley                | Salford, Grand Manchester, Angleterre              |
| St Helens RLFC                 | Langtree Park            | 18 000   | Nathan Brown                     | Paul Wellens                 | St Helens, Merseyside, Angleterre                  |
| Wakefield Wildcats             | Belle Vue                | 12 600   | Richard Agar puis James Webster  | Danny Kirmond                | Wakefield, Yorkshire de l'Ouest, Angleterre        |
| Warrington Wolves              | Halliwell Jones Stadium  | 15 200   | Tony Smith                       | Ben Westwood                 | Warrington, Cheshire, Angleterre                   |
| Widnes Vikings                 | Halton Stadium           | 13 350   | Denis Betts                      | Jon Clarke                   | Widnes, Cheshire, Angleterre                       |
| Wigan Warriors                 | DW Stadium               | 25 138   | Shaun Wane                       | Sean O'Loughlin              | Wigan, Grand Manchester, Angleterre                |

## Classement de la phase régulière
| Rang | Franchise           | J  | V  | N | D  | Pm  | Pe   | Diff | Pts |
| ---- | ------------------- | -- | -- | - | -- | --- | ---- | ---- | --- |
| 1    | St Helens RLFC      | 27 | 19 | 0 | 8  | 796 | 563  | +233 | 38  |
| 2    | Wigan Warriors      | 27 | 18 | 1 | 8  | 834 | 429  | +405 | 37  |
| 3    | Huddersfield Giants | 27 | 17 | 3 | 7  | 785 | 626  | +159 | 37  |
| 4    | Castleford Tigers   | 27 | 17 | 2 | 8  | 814 | 583  | +231 | 36  |
| 5    | Warrington Wolves   | 27 | 17 | 1 | 9  | 793 | 515  | +278 | 35  |
| 6    | Leeds Rhinos        | 27 | 15 | 2 | 10 | 685 | 421  | +264 | 32  |
| 7    | Dragons catalans    | 27 | 14 | 1 | 12 | 733 | 667  | +66  | 29  |
| 8    | Widnes Vikings      | 27 | 13 | 1 | 13 | 611 | 725  | -114 | 27  |
| 9    | Hull KR             | 27 | 10 | 3 | 14 | 627 | 665  | -38  | 23  |
| 10   | Salford Red Devils  | 27 | 11 | 1 | 15 | 608 | 695  | -87  | 23  |
| 11   | Hull FC             | 27 | 10 | 2 | 15 | 653 | 586  | +67  | 22  |
| 12   | Wakefield Wildcats  | 27 | 10 | 1 | 16 | 557 | 750  | -193 | 21  |
| 13   | Bradford Bulls      | 27 | 8  | 0 | 19 | 512 | 984  | -472 | 10  |
| 14   | London Broncos      | 27 | 1  | 0 | 26 | 438 | 1237 | -799 | 2   |

|  | Qualifié pour les phases finales. |
|  | Relégué.                          |

Attribution des points : deux points sont attribués pour une victoire, un point pour un match nul, aucun point en cas de défaite.

Bradford a un retrait de six points pour des raisons financières.

|           | 1er tour des play offs   | 1er tour des play offs          | 1er tour des play offs   | |                     |                                 |                          | Demi-finales préliminaires | Demi-finales préliminaires |                       |  |                   |                | Demi-finales          | Demi-finales          |  |  | Grande finale        | Grande finale        |  |
|           |                          |                                 |                          | |                     |                                 |                          |                            |                            |                       |  |                   |                |                       |                       |  |  |                      |                      |  |
|           |                          | QPO1 : 19 septembre 2014        |                          | |                     |                                 |                          |                            |                            |                       |  |                   |                |                       |                       |  |  |                      |                      |  |
|           | 1                        | St Helens RLFC                  | 41                       | |                     |                                 |                          |                            |                            |                       |  |                   |                |                       |                       |  |  |                      |                      |  |
|           | 4                        | Castleford Tigers               | 0                        | |                     |                                 |                          | PSF1 : 25 septembre 2014   |                            |                       |  |                   |                |                       |                       |  |  |                      |                      |  |
|           |                          |                                 |                          | |                     |                                 |                          | Castleford Tigers          | 14                         |                       |  |                   |                |                       |                       |  |  |                      |                      |  |
|           |                          | EPO1 : 20 septembre 2014        | EPO1 : 20 septembre 2014 | |                     |                                 |                          | Warrington Wolves          | 30                         |                       |  |                   |                | QSF1 : 2 octobre 2014 | QSF1 : 2 octobre 2014 |  |  |                      |                      |  |
|           | 5                        | Warrington Wolves               | 22                       | |                     |                                 |                          |                            |                            |                       |  |                   |                | St Helens RLFC        | 30                    |  |  |                      |                      |  |
|           | 8                        | Widnes Vikings                  | 19                       | |                     |                                 |                          |                            |                            |                       |  |                   |                | Dragons Catalans      | 12                    |  |  | GF : 11 octobre 2014 | GF : 11 octobre 2014 |  |
|           |                          |                                 |                          | |                     |                                 |                          |                            |                            |                       |  |                   |                |                       |                       |  |  | St Helens RLFC       | 14                   |  |
|           |                          | EPO2 : 20 septembre 2014        | EPO2 : 20 septembre 2014 | EPO2 : 20 septembre 2014 |                     |                                 |                          |                            |                            | QSF2 : 3 octobre 2014 |  |                   |                | Wigan Warriors        | 6                     |  |  |                      |                      |  |
|           | 6                        | Leeds Rhinos                    | 20                       | |                     |                                 |                          |                            |                            |                       |  |                   | Wigan Warriors | 16                    |                       |  |  |                      |                      |  |
|           | 7                        | Dragons Catalans                | 24                       | |                     | PSF2 : 26 septembre 2014        | PSF2 : 26 septembre 2014 |                            |                            |                       |  | Warrington Wolves | 12             |                       |                       |  |  |                      |                      |  |
|           |                          |                                 |                          | | Huddersfield Giants | 16                              |                          |                            |                            |                       |  |                   |                |                       |                       |  |  |                      |                      |  |
|           | QPO2 : 18 septembre 2014 | QPO2 : 18 septembre 2014        | QPO2 : 18 septembre 2014 | QPO2 : 18 septembre 2014 |                     |                                 |                          | Dragons Catalans           | 18                         |                       |  |                   |                |                       |                       |  |  |                      |                      |  |
|           | 2                        | Wigan Warriors                  | 57                       | |                     |                                 |                          |                            |                            |                       |  |                   |                |                       |                       |  |  |                      |                      |  |
|           | 3                        | Huddersfield Giants             | 4                        | |                     |                                 |                          |                            |                            |                       |  |                   |                |                       |                       |  |  |                      |                      |  |
|           |                          |                                 |                          | \| Légende : \| \| Progression de l'équipe défaite \| \| Progression de l'équipe victorieuse \| \| Progression de l'équipe choisie \| |                     |                                 |                          |                            |                            |                       |  |                   |                |                       |                       |  |  |                      |                      |  |
| Légende : |                          | Progression de l'équipe défaite |                          | Progression de l'équipe victorieuse                                                                                                   |                     | Progression de l'équipe choisie |                          |                            |                            |                       |  |                   |                |                       |                       |  |  |                      |                      |  |

Semaine 1. Qualification/Elimination en phase finale : les rencontres sont déterminées suivant le classement des équipes de la saison régulière. Les équipes ayant obtenu un meilleur rang affrontant l'équipe ayant le moins bon rang. Les équipes ayant le meilleur rang reçoivent.
Semaine 2. Les demi-finales préliminaires : les rencontres sont déterminées suivant le classement des équipes de la saison régulière. Les équipes ayant obtenu un meilleur rang affrontant l'équipe ayant le moins bon rang. Les équipes ayant le meilleur rang reçoivent.
Semaine 3. Les demi-finales : les vainqueurs des précédentes phases qualificatives s'affrontent pour déterminer les deux finalistes. Les adversaires sont décidées en fonction du choix de l'équipe ayant obtenu le meilleur classement lors de la saison régulière entre les deux équipes ayant le moins bon classement. Ce sont les vainqueurs de la semaine 1 qui reçoivent.

### Finale
| 11 octobre 2014 18 h 00 (heure anglaise) | St Helens RLFC | 14 - 6 (2 - 6) | Wigan Warriors | Old Trafford, Manchester 52 111 spectateurs Arbitre : Phil Bentham |
| 11 octobre 2014 18 h 00 (heure anglaise) | Essai(s) : Soliola (54e), Makinson (69e) Transformation(s) : Percival 2/2 (55e, 70e) Pénalité(s) : Percival 1/1 (29e) |                | Essai(s) : Burgess (40e) Transformation(s) : Smith 0/1 Pénalité(s) : Smith 1/2 (16e) Carton(s) rouge(s) : Flower (2e) | Old Trafford, Manchester 52 111 spectateurs Arbitre : Phil Bentham |
| 11 octobre 2014 18 h 00 (heure anglaise) | |                | | Old Trafford, Manchester 52 111 spectateurs Arbitre : Phil Bentham |

St Helens: 17 Wellens (c), 2 Makinson, 22 Percival, 4 Jones, 5 Swift, 15 Flanagan, 6 Hohaia, 8 Masoe, 9 Roby, 16 Amor, 10 McCarthy-Scarsbrook, 11 Soliola, 3 Turner, remplaçants: 13 Manu, 18 Walmsley, 27 Richards, 28 Thompson
Wigan: 1 Bowen, 2 Charnley, 5 Gelling, 23 Sarginson, 32 Burgess, 6 Green, 7 Smith, 10 Flower, 19 Powell, 17 Crosby, 11 Tomkins, 12 Farrell, 13 O'Loughlin (c), remplaçants: 22 Pettybourne, 24 Clubb, 25 Bateman, 27 Williams
Homme du match: James Roby (St Helens)

## Statistiques

### Meilleurs réalisateurs

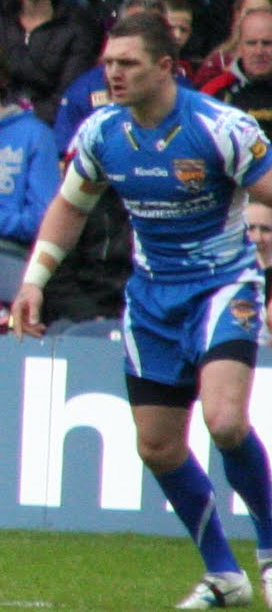
Danny Brough (Huddersfield)
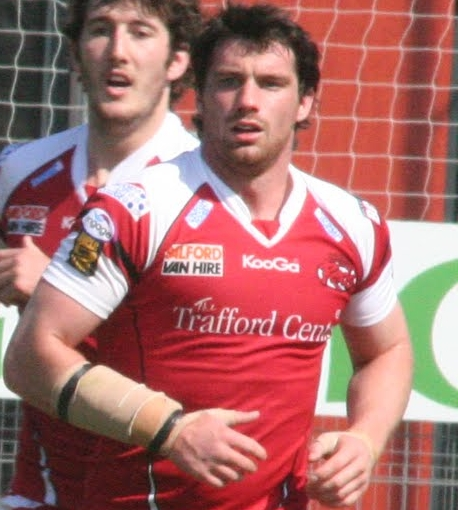
Matty Smith (Wigan)
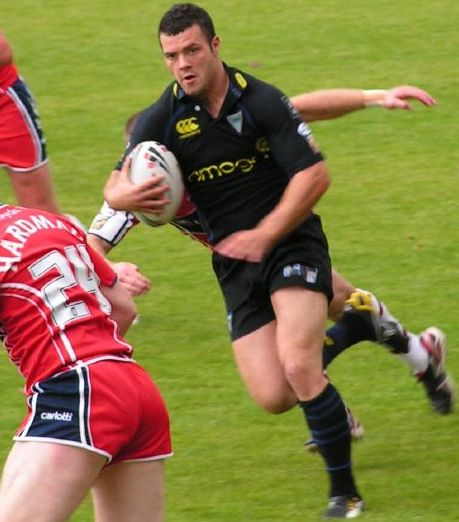
Chris Bridge (Warrington)
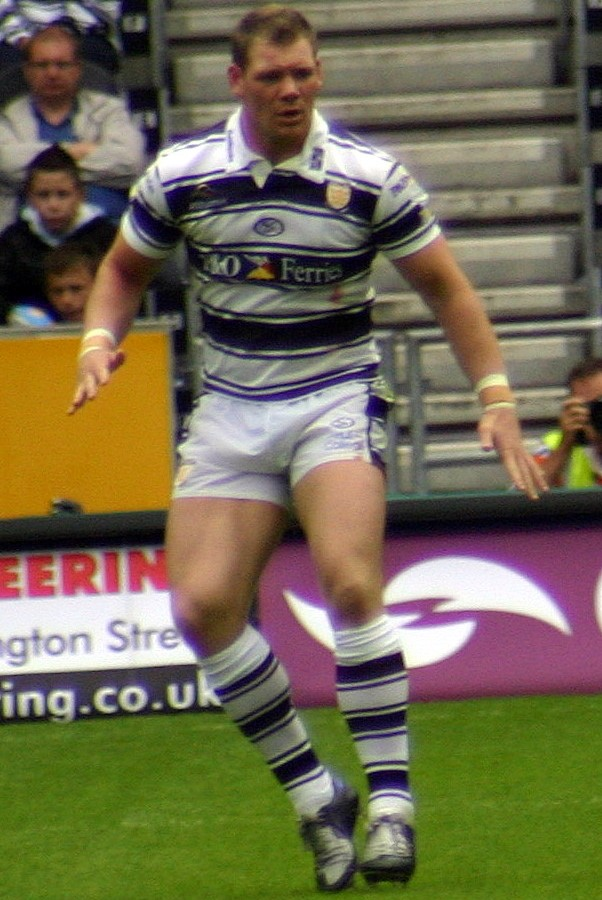
Danny Tickle (Widnes)
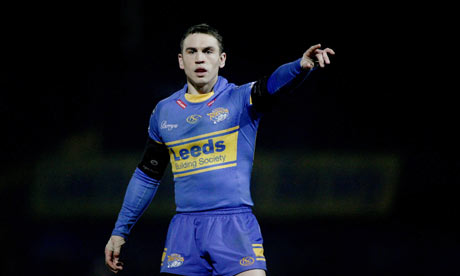
Kevin Sinfield (Leeds)
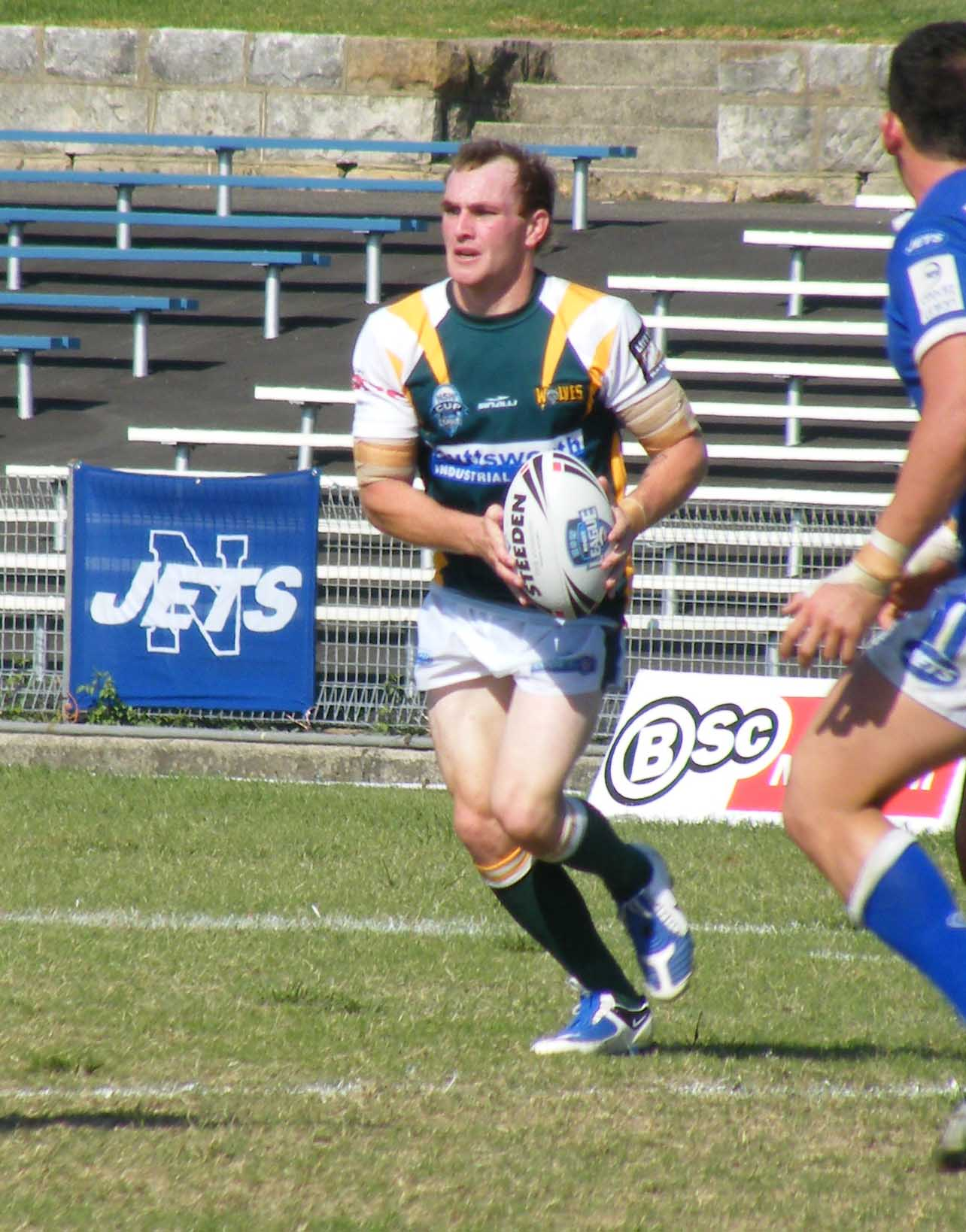
Luke Walsh (St Helens)

| Rang | Joueur         | Club                       | Poste            | Points | Essais | Buts | Drops |
| 1    | Marc Sneyd     | Castleford Tigers          | Demi d'ouverture | 218    | 6      | 95   | 2     |
| 2    | Danny Brough   | Huddersfield Giants        | Demi d'ouverture | 202    | 3      | 93   | 4     |
| 3    | Matthy Smith   | Wigan Warriors             | Demi de mêlée    | 197    | 3      | 90   | 5     |
| 4    | Chris Bridge   | Leeds Rhinos               | Centre           | 178    | 11     | 67   | -     |
| 5    | Travis Burns   | Hull KR                    | Demi d'ouverture | 168    | 3      | 77   | 2     |
| 6    | Danny Tickle   | Widnes Vikings             | Deuxième ligne   | 160    | 3      | 74   | -     |
| 6    | Kevin Sinfield | Leeds Rhinos               | Demi d'ouverture | 160    | 5      | 70   | -     |
| 8    | Luke Walsh     | St Helens RLFC             | Demi de mêlée    | 153    | 5      | 66   | 1     |
| 9    | Jarrod Sammut  | Wakefield Trinity Wildcats | Demi d'ouverture | 134    | 8      | 51   | -     |
| 10   | Thomas Bosc    | Dragons Catalans           | Demi d'ouverture | 125    | 1      | 60   | 1     |

### Meilleurs marqueurs d'essais

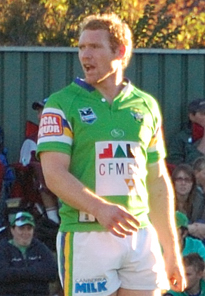
Joel Monaghan (Warrington)
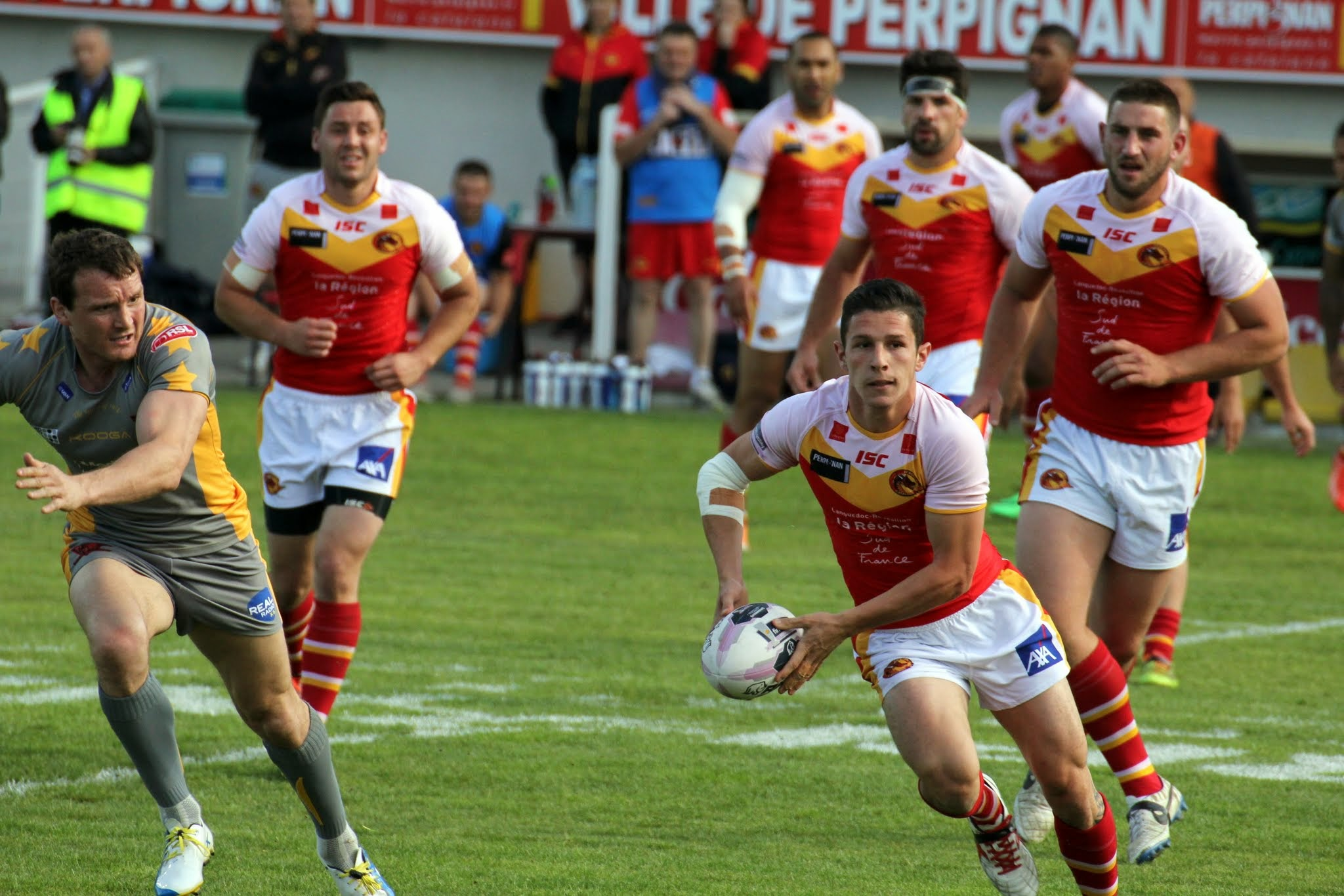
Morgan Escaré (Catalans)
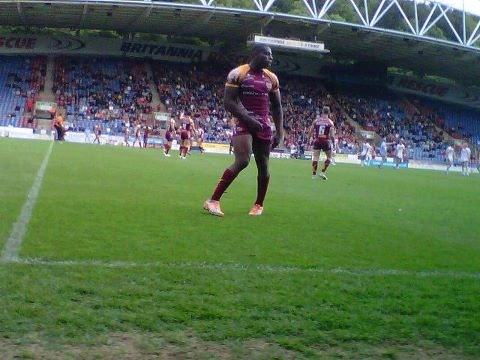
Jermaine McGillvary (Huddersfield)
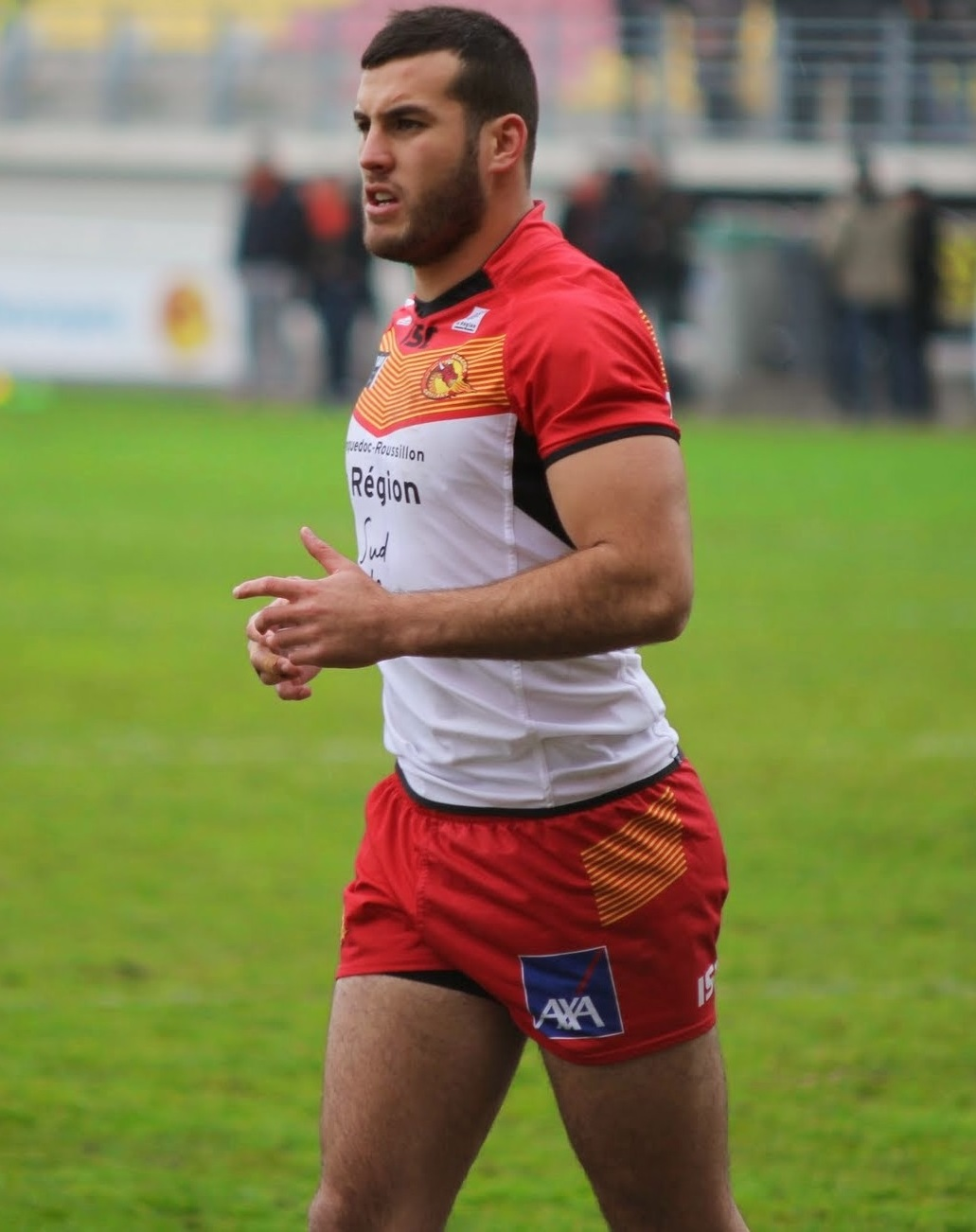
Michael Oldfield (Catalans)
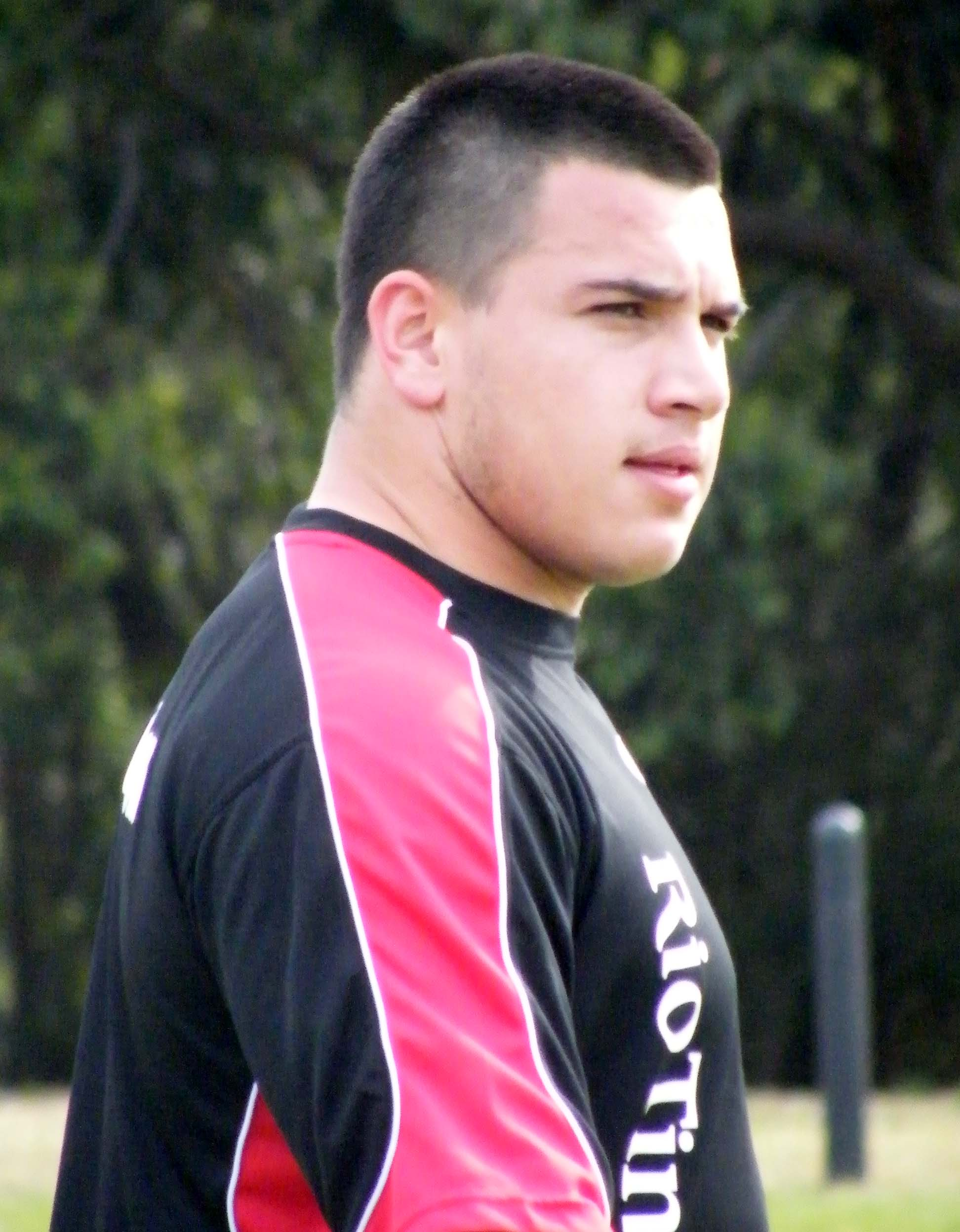
Justin Carney (Castleford)
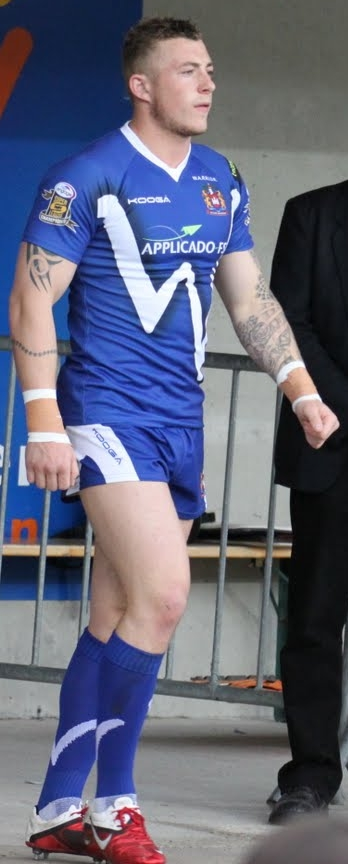
Josh Charnley (Wigan)

| Rang | Joueur              | Club                | Poste          | Essais |
| 1    | Joel Monaghan       | Warrington Wolves   | Ailier         | 26     |
| 2    | Morgan Escaré       | Dragons Catalans    | Arrière        | 25     |
| 3    | Thomas Makinson     | St Helens RLFC      | Arrière        | 24     |
| 4    | Jermaine McGillvary | Huddersfield Giants | Ailier         | 20     |
| 4    | Michael Oldfield    | Dragons Catalans    | Ailier         | 20     |
| 6    | Justin Carney       | Castleford Tigers   | Ailier         | 17     |
| 6    | Josh Charnley       | Wigan Warriors      | Centre         | 17     |
| 6    | Michael Shenton     | Castleford Tigers   | Centre         | 17     |
| 6    | Josef Wardle        | Huddersfield Giants | Centre         | 17     |
| 6    | Elliot Whitehead    | Dragons Catalans    | Deuxième ligne | 17     |

## Prix
- Joueur de l'année :  Daryl Clark (Castleford Tigers)
- Entraîneur de l'année :  Daryl Powell (Castleford Tigers)
- Franchise de l'année : Widnes Vikings
- Espoir de l'année :  Daryl Clark (Castleford Tigers)
- Meilleur marqueur d'essais : Joel Monaghan (Warrington Wolves)